# KAL-Online
KalOnline (칼온라인, kore. für Schwert oder Gewalt) ist ein kostenloses koreanisches Massively Multiplayer Online Role-Playing Game (MMORPG). Zum Spielen benötigt man eine kostenlos herunterladbare Installationsdatei. Dem Spieler steht mit dem internationalen englischsprachigen Spielclient der Zugang zu zwei unabhängigen Spielservern offen.
Zusätzlich zur internationalen Version, gibt es speziell in Südkorea einen lokalen Betreiber. Das Spielen dort ist jedoch nur mit südkoreanischer Sozialversicherungsnummer möglich. Ein ähnliches Projekt in China wurde Anfang 2007 eingestellt.

## Spielverlauf
Durch das Töten von Monstern erlangt der Spieler Erfahrungspunkte, die es ihm ermöglichen, im Level aufzusteigen. Dadurch kann er seine Fähigkeiten verbessern oder neue Fähigkeiten erlernen. Zusätzlich zum Kampf gegen Monster gibt es die Möglichkeit Quests zu erfüllen und dadurch zusätzliche Belohnungen, meist in Form von Erfahrungspunkten, Geld, Gildenpunkten und Fähigkeitspunkten, zu erhalten. Das Questsystem unterscheidet unter "Event-Quests", die die Storyline bilden, normalen Quests, die man nur einmal abschließen kann, "Repeatable" Quests, die man beliebig oft abschließen kann und "Daily Quests", die jeweils einmal am Tag erfüllt werden können. Außerdem gibt es noch sog. "Mission Quests". Man findet im Spielverlauf unweigerlich einige Questitems, die zu keinem der vorherigen Quests gehören. Hat man genug gefunden, kann man diese dann gegen Erfahrung eintauschen, indem man sich die dazu passende "Mission Quest"-Schriftrolle kauft.
Ziel des Spieles ist es seine Spielfigur immer weiter zu verbessern. Im Gegensatz zu den meisten anderen MMORPGs gibt es dabei keine festgelegte Obergrenze für die gewonnenen Erfahrungspunkte. Das heißt, dass man nicht eine höchste "Spielstufe" erreichen kann.
Neben der Möglichkeit, alleine zu kämpfen, können bis zu acht Spieler in einer Gruppe gemeinsam spielen. Dabei gewonnene Erfahrungspunkte werden unter den Gruppen-Mitgliedern aufgeteilt. Es existiert ein Gildensystem. Dabei können sich bis zu 64 Spieler zu einer Gilde zusammenschließen und verfügen dann zum Beispiel über einen eigenen Chatbereich. Bis zu acht Gilden können sich zu Allianzen zusammenschließen und gemeinsam am wöchentlichen, 90-minütigen sogenannten Kampf um die Burg (Castle-War) teilnehmen.
Für neue Spieler bietet das Spiel ein sogenanntes "Teacher&Student"-Verhältnis, durch das ein neuer und ein alter Spieler über einen gemeinsamen Chatbereich erleichtert kommunizieren können. Außerdem erhalten sowohl Lehrer (engl. Teacher) als auch Schüler (engl. Student) kleine Belohnungen.

## Spielerklassen
Der Spieler kann auf dem internationalen Server zwischen den Klassen; Magier (Mage), Bogenschütze (Archer), Kämpfer (Knight), Dieb (Thief) und seit September 2017 Zauberer (Shaman) wählen. Jede dieser Klassen durchschreitet im Verlauf des Spieles derzeit drei Entwicklungsstufen, Jobwechsel genannt. Der erste Jobwechsel findet ab Level 30 statt und schaltet weitere Fähigkeiten frei. Bis zum Level 50 verläuft die Entwicklung jeder Klasse recht linear. Der Spieler hat nur durch die Wahl seiner Fähigkeiten die Möglichkeit zu variieren. Der zweite Jobwechsel findet auf Level 50 statt und stellt den Spieler jeweils vor die Wahl aus zwei völlig unterschiedlichen Berufen zu wählen. Der dritte Jobwechsel ist bei Level 70 und bringt neue Fähigkeiten. Allgemein lässt sich sagen, dass es jeweils die Wahl aus einem unterstützenden und einem kampfstarken Beruf ist. Diese acht Berufe sind so konzipiert, dass sie sich gegenseitig ergänzen und das gemeinsame Spielen in Gruppen effektiver gestalten.

## PVP
Die jeweils besten PVP-Spieler auf einem Server erhalten einen höheren Rang, der einen Rangkürzel wie beispielsweise Recruit oder Private vor ihren Namen fügt. Durch die Kämpfe gegen andere Spieler erhalten die Charaktere so genannte „Honor points“ (englisch für „Ehrenpunkte“) und „Reward points“. Durch Reward points werden andernfalls nicht verfügbare Gegenstände erworben. Honor points bestimmen den Rang der Spielfiguren und bieten damit neben dem Sammeln von Erfahrungspunkten eine zweite Möglichkeit diese zu "verbessern".

### Das wöchentliche Castle-War
Die Allianz oder einzelne Gilde, die es schafft, in diesem PVP-Kampf ihre Flagge auf dieser Burg zu hissen oder die bereits gesetzte Fahne/Flagge zu verteidigen, wird Schlossbesitzer und erhält Steuereinnahmen, die beim Handel der Spielerschaft mit NPCs geschaffen werden.
Die Steuereinnahmen können zwischen 85 und 115 % variieren.

### Duelle
Hier haben zwei Spieler die Möglichkeit ein Duell ohne Konsequenzen für den Spielverlauf auszufechten.

### Duel Tournament
Hier können sich Spieler zu Turnieren anmelden, diese Turniere sind in Gruppen zu jeweils fünf Stufen zusammengefasst. Es ist also beispielsweise nicht möglich mit Stufe 60 gegen einen Gegner der Stufe 70 zu kämpfen.

### PK-System
Eine weitere Möglichkeit, sich mit anderen Spielern zu messen, ist die „Assassin-Maske“. Diese Maske ermöglicht es den Spielern in bestimmten Bereichen der KalOnline-Welt andere Spieler anzugreifen und von diesen angegriffen zu werden.

### Guild VS Guild Szenarien
Hier gibt es drei unterschiedliche Szenarien, in denen zwei Gilden sich gegenüberstehen und durch das Lösen bestimmter Aufgaben und dem Bekämpfen des Gegners versuchen müssen, die meisten Punkte zu bekommen. Diese Aufgaben sind:
- Türme des Gegners zerstören.
- Den Gildenanführer an einem Altar zu beschützen, an dem dieser betet.
- Die meisten Monster zu töten, die zu bestimmten Zeiten erscheinen.

### Triangular Battle
Hier kann sich jeder Spieler ab einer bestimmten Stufe registrieren. Das PVP startet zu einer bestimmten Zeit und die Spieler werden automatisch in 3 Gruppen eingeteilt. Jede Gruppe muss dann versuchen, Embleme der anderen Gruppen zu klauen und diese zum eigenen Altar zu bringen.

### Island of the Battlefield
Hier können die Spieler "Armys" (deutsch Armeen) bilden und auf dem Battlefield (deutsch Schlachtfeld) gegeneinander antreten. Hier gibt es sogenannte "Key Points" zu erobern, die zusätzliche Unterstützungszauber geben.

## Das Farbsystem der Monster
| Farbe   | Beschreibung                                            | EXP   | Drop                   | Egg EXP |
| ------- | ------------------------------------------------------- | ----- | ---------------------- | ------- |
| Grau    | Das Monster Niveau ist sehr weit unter dem des Spielers | 0 %   | Nur Quest Gegenstände. | Nein    |
| Blau    | Das Monster Niveau ist weit unter dem des Spielers      | 50 %  | Ja                     | Nein    |
| Grün    | Das Monster Niveau ist etwas unter dem des Spielers     | 100 % | Ja                     | Nein    |
| Gelb    | Das Monster Niveau ist gleich dem des Spielers          | 100 % | Ja                     | Ja      |
| Orange  | Das Monster Niveau ist etwas höher als das des Spielers | 100 % | Ja                     | Ja      |
| Rot     | Das Monster Niveau ist weit über dem des Spielers       | 80 %  | Ja                     | Ja      |
| Violett | Das Monster Niveau ist sehr weit über dem des Spielers  | 0 %   | Nein                   | Nein    |

## Content und Veränderung von KalOnline
Während der wöchentlichen Serverwartung werden häufig sogenannte "Updates" durchgeführt, die das Spiel im Laufe der Jahre sehr verändert haben. So hat sich beispielsweise seit Release die Größe der virtuellen Spielwelt mehr als verdreifacht. Obwohl neuer Content meist graphisch und spielerisch ansprechend ist, stört viele Spieler, dass alte Gebiete nahezu unverändert sind. Weiterhin hat sich die Geschwindigkeit, in der Spieler Erfahrungspunkte sammeln können, deutlich erhöht. Das aktuelle KalOnline hat durch die vielen Updates daher wenig mit dem Ursprung von 2004 gemeinsam.

## Kosten
Der Client und das Spielen auf den Servern ist kostenlos. Es gibt einen Item-Shop, in welchem man für reales Geld besondere Items erwerben kann, diese sind aber zum Spielen nicht zwingend nötig, verschaffen dem Käufer jedoch Vorteile. Über diesen Shop finanziert sich auch das Spiel. Gerade in höheren Leveln ist es jedoch kaum möglich, ohne Items aus diesem Item-Shop bequem weiterspielen zu können. Es besteht jedoch die Möglichkeit, diese im Spiel von anderen Spielern zu erwerben oder sich von anderen Spielern über den KalOnline-Shop als Geschenk zuschicken zulassen. Durch diese beiden Möglichkeiten wird einem Spieler, der kein Geld investieren möchte, nicht völlig der Weg versperrt, einen guten Spielstand zu erreichen.